# Taubenturm Château du Clauzuroux

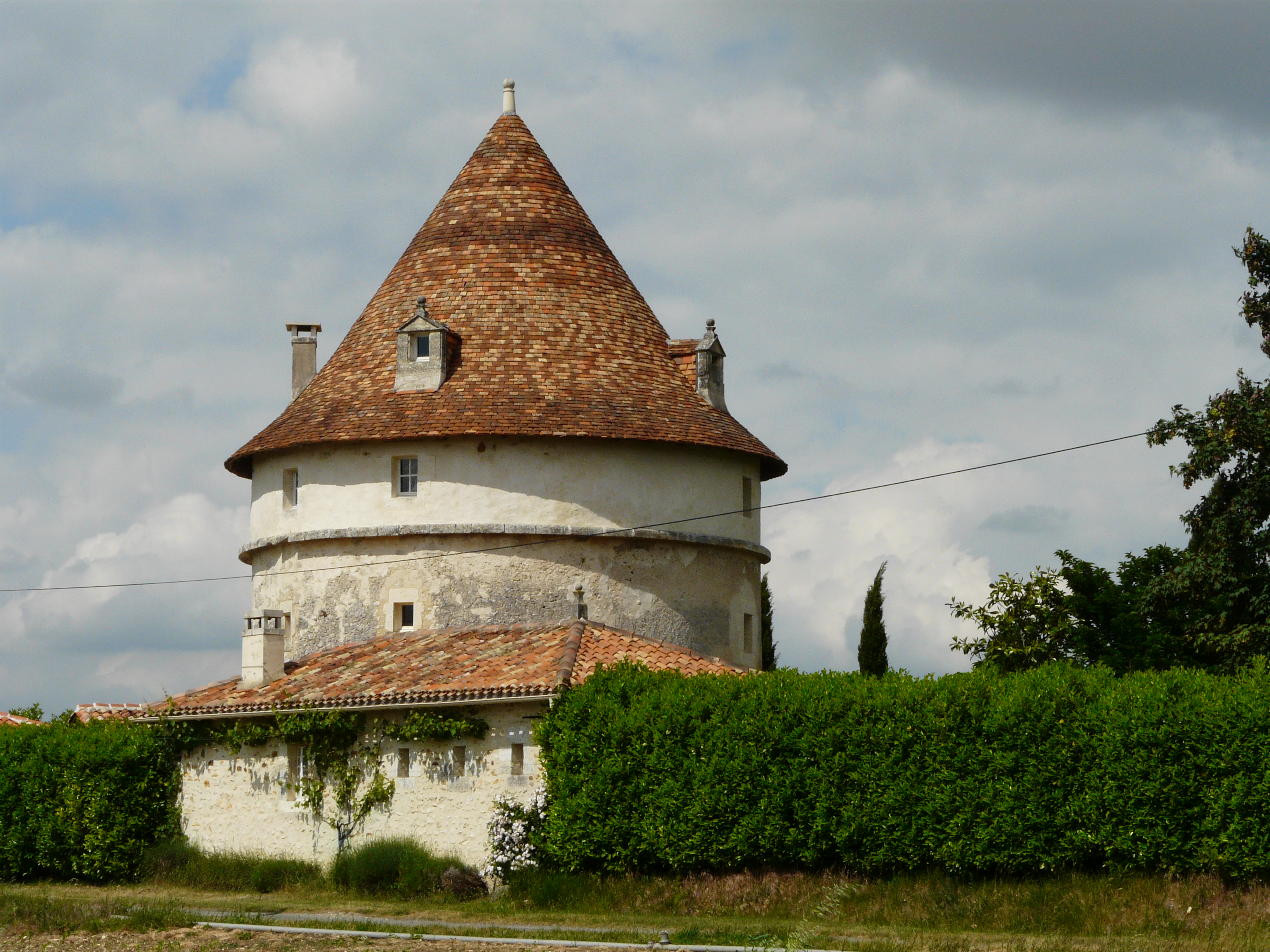
Taubenturm des Château du Clauzuroux

Der Taubenturm (französisch colombier oder pigeonnier) des Château du Clauzuroux in Champagne-et-Fontaine, einer französischen Gemeinde im Département Dordogne in der Region Nouvelle-Aquitaine, wurde im 17./18. Jahrhundert errichtet. Der Taubenturm steht seit 2002 als Teil des Schlosses als Monument historique auf der Liste der Baudenkmäler in Frankreich.
Der runde Turm aus Bruchstein wird von einem Dach mit flachen Ziegeln gedeckt.